# 4635 Rimbaud
4635 Rimbaud eller 1988 BJ1 är en asteroid i huvudbältet som upptäcktes den 21 januari 1988 av den belgiske astronomen Eric W. Elst vid Haute-Provence-observatoriet. Den är uppkallad efter den franske poeten Arthur Rimbaud.